# 北海道道849号日东东云线
北海道道849号日东东云线（日语：北海道道849号日東東雲線）是一条位于北海道上川综合振兴局管内上川町的普通道级道路（北海道道）。自起点出发后经白雲橋渡过石狩川，不久之后就右转，在国道39号的对岸穿过。在上川町菊水再次右转，经菊水橋再次渡过石狩川与国道合流。有路线可以接入旭川紋別自動車道上川层云峡IC。

## 道路概况
- 起点：北海道上川郡上川町字日東（＝国道39号交点）
- 終点：北海道上川郡上川町東雲（＝国道39号上、上川大橋付近）
- 总長：8.3千米

## 共线区间
- 上川町新光町－上川町東雲（国道39号）

## 经过的自治体
- 上川综合振兴局
  - 上川郡上川町

## 主要连接道路
- 上川町
  - 国道39号＝日東、新光町
  - 北海道道1171号上川层云峡连络线＝菊水

## 主要橋梁
- 白雲橋（石狩川）＝上川町字日東－上川町字白川
- 菊水橋（石狩川）＝上川町字菊水－上川町新光町

## 历史
- 1975年3月31日 路線勘定。（1975年北海道告示第951号）
- 2001年6月1日 线路変更。（勘定之初在終点段都是在石狩川左岸通过，跨过上川大橋与国道合流。）